# Skilyr Hicks
Pour les articles homonymes, voir Hicks.
Skilyr Leigh Hicks, née le 14 août 1998 et morte le 6 décembre 2021, est une auteure-compositeure-interprète américaine. Elle est apparue pour la première fois à la télévision lors de la saison 8 d'America's Got Talent en 2013. Par la suite, elle sort son album Brand New Day.

## Carrière
Skilyr Leigh Hicks apprend à jouer de la guitare en 2011. Lors de sa participation à l'émission America's Got Talent à l'âge de 14 ans en 2013, elle a déjà écrit 20 chansons originales et s'est produite dans plus de 100 spectacles. Lors de l'émission American's Got Talent, elle chante Brand New Day, une chanson originale qu'elle a écrite pour son père décédé. Le clip de sa chanson devient viral mais elle est éliminée au deuxième tour des sélections. Après l'émission, elle sort son album de neuf titres Brand New Day. La même année, elle apparait sur l'album The 12 Bands of Christmas : Vol. 10, en chantant Snowflakes in the South.
Sur sa chaîne YouTube, elle publie des reprises des chansons Say Something de Christina Aguilera et Make You Feel My Love de Bob Dylan.

## Vie personnelle
Skilyr Hicks fréquente la North Augusta High School à North Augusta, en Caroline du Sud. En avril 2015, elle disparait après l'école et sa mère publie un message sur Facebook demandant l'aide de la population et elle est retrouvée le jour même. Elle disparaît de nouveau en mai 2021, et la police fait de nouveau appel à la population pour la retrouver. La police déclare alors qu'elle lutte contre des problèmes de santé mentale. Elle est retrouvée cinq jours plus tard.
Skilyr Hicks a des démêlés avec la justice à de multiples reprises. En 2017, elle est arrêtée et emprisonnée pour avoir agressé trois membres de sa famille en état d'ébriété. Elle passe plus de 10 jours en prison pour ces agressions. En novembre 2018, elle est arrêtée pour avoir consommé de l'alcool alors qu'elle n'a pas l'âge requis, puis pour ne pas s'être présentée au tribunal à plusieurs reprises.
Le 6 décembre 2021, elle est retrouvée morte chez un ami d'une « possible overdose ».

## Discographie
| Album                              | Détails |
| ---------------------------------- | --- |
| Brand New Day                      | - Pistes : 9 - Sortie : 2013 - Label : N/A - Formats : Téléchargement numérique                            |
| The 12 Bands of Christmas : Vol 10 | - Piste : Snowflakes in the South - Sortie : 2013 - Label: Stéréo - Formats : CD, Téléchargement numérique |